# Brüsszel–Amszterdam-vasútvonal

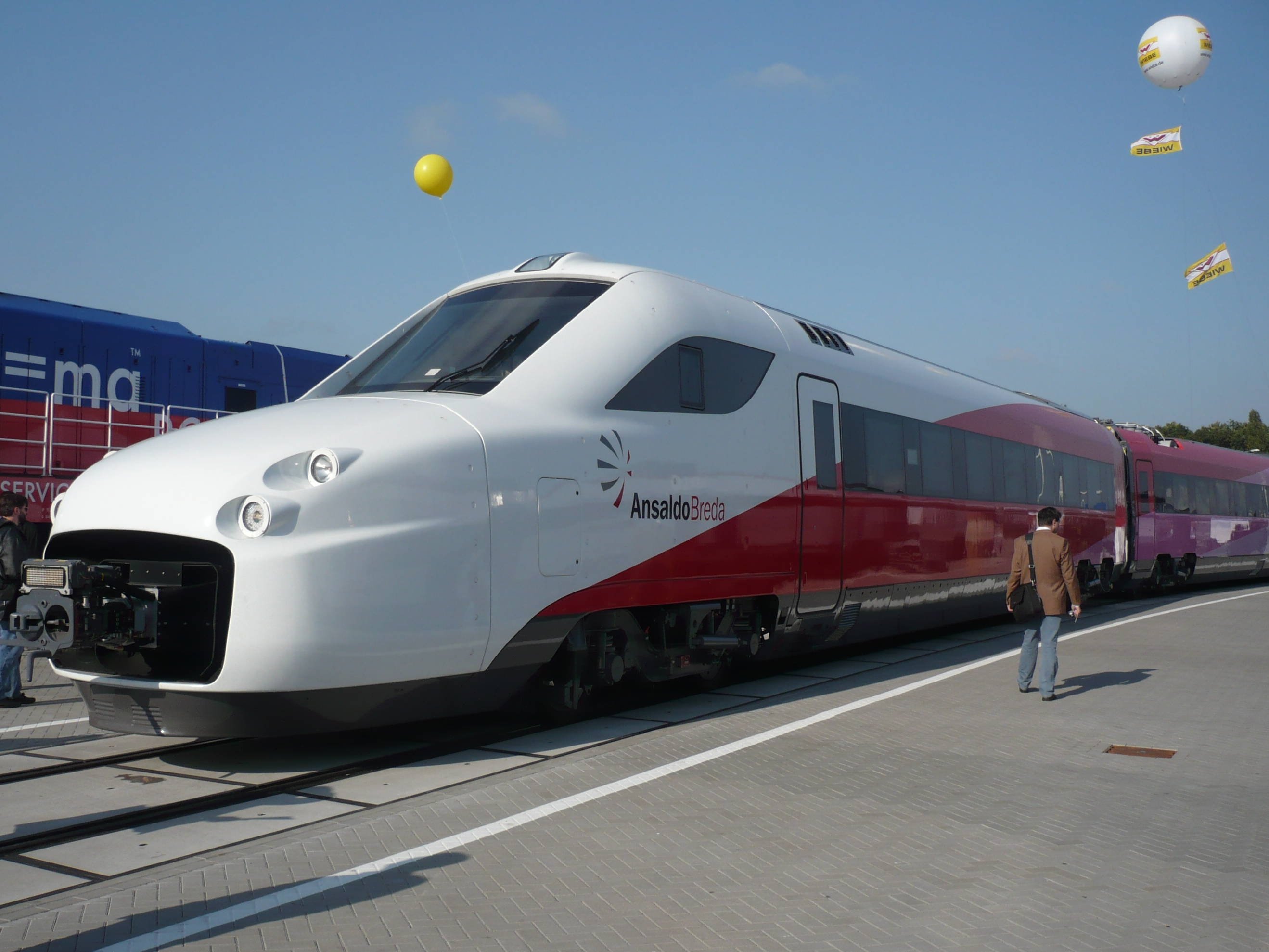
V250 motorvonat a 2008-as berlini InnoTrans kiállításon

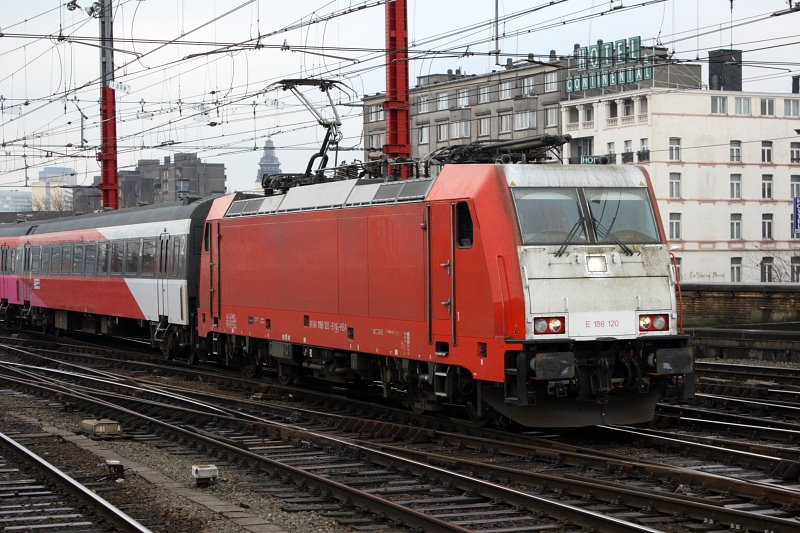
Az NS Hispeed ideiglenesen bérelt E186 120 mozdonya Brüsszel Nord pályaudvaron

A Brüsszel–Amszterdam-vasútvonal egy 125 km hosszú, kétvágányú nagysebességű vonal, amely Antwerpenből északkeletre vezet, és a holland HSL Zuid-ba csatlakozik, 2007 júniusában állt próbaüzembe. A vonal 25 kV 50 Hz rendszerű felsővezetéki rendszerrel és ETCS Level 2 biztosítóberendezéssel rendelkezik. A vonal 2007 áprilistól alkalmas próbamenetek lebonyolítására.

## Története
Az üzem megindulásának első hónapjában a vonalon csak az Antwerpenből Noorderkempenbe menő gyorsvonat üzemelt. Az új belga vonalon az egyetlen megálló zöldmezős beruházás volt, és Brecht falutól nem messze helyezkedik el. A határátmeneti közlekedés 2007. decemberben indult meg, de mivel az Ansaldobreda-tól rendelt V250 nagysebességű vonatok akkorra nem készültek el, kezdetben 160 km/h maximális sebességű kocsikkal kötik össze Belgiumot Hollandiával. Ezek Brüsszelből a működő vonalon Antwerpenig közlekednek, itt a földalatti átszálló állomást használják, és innen a nagysebességű vonalon haladnak Schipolig. Innen az Antwerpen Central állomásig a hagyományos vonalat használják. A bérelt Bombardier TRAXX mozdonyokat a Benelux államok felújított személykocsikkal üzemeltetik. A jelenleg 3 órás eljutási idő várhatóan fél órával csökkenni fog.
Azok a Thalys vonatok, melyek ma kötik össze Brüsszelt Amszterdammal a nagysebességű vonalon 330 km/h sebességet értek el a próbafutásokon, de rendszeres üzemben nem használhatók, mivel nem rendelkeznek ETCS berendezéssel.
2009-ben az új vonalon ETCS és ERTMS problémák miatt nem volt rendszeres közlekedés, az Amszterdam-Brüsszel vonatok a régi vonalakat használták. A tényleges megnyitásra 2009 szeptember 7-én került sor.

## Eljutási idők
- Amszterdam-Rotterdam 0:37 (korábbi: 0:58)
- Amszterdam-Breda 0:59 (korábbi: 1:44)
- Amszterdam-Antwerpen 1:10 (korábbi: 2:09)
- Amszterdam-Brüsszel 1:44 (korábbi: 2:39)
- Amszterdam-Párizs 3:04 (korábbi: 4:09)
- Hága-Brüsszel 1:44 (korábbi: 2:17)
- Breda-Brüsszel 0:59 (korábbi:1:56)